# Mick Ronson
Michael "Mick" Ronson (Kingston upon Hull, 26 de maio de 1946 - Londres, 29 de abril de 1993) foi um guitarrista, compositor, arranjador e produtor musical inglês. É conhecido por seu trabalho com David Bowie, como um dos Spiders from Mars. Ronson era um músico de estúdio muito requisitado, que gravou com artistas tão variados quanto o próprio Bowie e Morrissey, bem como participou em turnês com as bandas de músicos como Van Morrison.
Também gravou diversos álbuns solo, dos quais o mais célebre foi Slaughter on 10th Avenue, que chegou à nona posição na parada de sucessos UK Albums Chart. Ronson tocou com diversas outras bandas após seu período ao lado de Bowie, e foi considerado o 41º melhor guitarrista de todos os tempos pela revista norte-americana Rolling Stone.

## Biografia
O guitarrista, arranjador, compositor, produtor e eterno sideman, Mick Ronson deixou sua marca durante o auge do glam rock do início dos anos 70, mas sempre trabalhou em freqüentes colaborações com David Bowie e Ian Hunter até sua morte em 1993.
De 1967 a 1968, ele tocava com um grupo de rock de garagem em sua cidade natal, The Rats, em Hull, Inglaterra. Em 1969, ele foi descoberto pelo cantor de folk e produtor inexperiente, Mike Chapman, que lhe pediu para gravar com sua banda. De lá ele foi para uma colaboração com a música Space Oddity de Bowie. Arranjou "Changes", entre outras músicas no Hunky Dory (1972) e foi o guitarrista de David Bowie durante a turnês de The Rise and Fall of Ziggy Stardust and the Spiders from Mars (1972).
Ronson morreu de câncer de fígado em 29 de Abril de 1993, com 46 anos. O seu funeral foi realizado em uma capela mórmon em Londres em 6 de maio.
Em sua memória, o Mick Ronson Memorial Stage foi construído em Queen's Garden, na cidade de Hull.
Em 2015, Steve Harley se comprometeu a ajudar a levantar fundos para um novo memorial ao seu falecido amigo.  Em abril de 2016, Harley tocou gratuitamente no Hull City Municipal para ajudar a lançar o apelo.